# Pietà (Gian Paolo Cavagna)
La Pietà è un dipinto olio su tela realizzato da Gian Paolo Cavagna e conservato come pala nella chiesa di San Bernardino di Bergamo.

## Storia
L'artista, tra i più produttivi nella città di Bergamo nei primi anni del Seicento, ha realizzato più opere conservate nella chiesa di via Pignolo. La controfacciata ospita due tele raffiguranti l'Angelo Annunciante (200x110) e la Vergine Annunciata (200x110), e altre due raffiguranti san Nicola di Bari (180x170)  e san Bernardino da Siena (180x170).
Fin dalla costruzione della chiesa vi era presente la Schola di disciplini o flagellanti  che nella settimana santa svolgevano le loro principali pratiche della disciplina, vi era quindi un particolare legame con l'immagine della Madonna addolorata e a loro si deve la commissione della tela.

## Descrizione
Il dipinto interpreta appieno le indicazioni del concilio tridentino portando l'osservatore a una devozione intima.
L'opera è posta come pala della seconda cappella a sinistra della navata sopra il semplice altare in marmo bianco e verde e raffigura la Vergine che tiene tra le braccia il figlio morto posto in primissimo piano. Il Cristo è raffigurato con le labbra socchiuse come se vi fosse ancora un alito di vita, ed è collocato su di un rialzo in prossimità del sepolcro che è ancora vuoto. Questi è sorretto dalla Madonna che con tenerezza gli sostiene il braccio destro intrecciandone le dita della mano, con un segno molto intimo d'affetto. Il braccio sinistro invece cade con la mano posta in posa innaturale confermando il rigor mortis ormai sopraggiunto. L'abito della Madre di un verde cupo, dall'aspetto monacale quasi si confonde nell'ambiente. Gli strumenti del martirio sono posti in primo piano.
Dietro ai due soggetti si intravedono le croci dei due ladroni che non sono state ancora calati. Lontana, sul lato destro della tela, compare una città posta ai piedi di una rupe, con i palazzi illuminati da una luce illividita, dai colori plumbei del cielo.